# Æque principaliter

Æque principaliter (en français « également important ») est une expression latine canonique utilisée par le Saint-Siège pour qualifier le mode d'union de deux ou trois diocèses (ou prélature territoriale), de sorte qu'ils conservent chacun leur personnalité juridique, leur nom, leur cathédrale, leur chapitre , etc. Il ne s'agit donc pas d'une fusion, ni de la création d'un nouveau diocèse.
Chaque diocèse conserve son nom, l'évêque commun portant les deux ou trois titres correspondant.
L'union æque principaliter est promulguée par une constitution apostolique, prise sous forme de bulle. 
Cette union se distingue de l'union in persona episcopi, dans laquelle les deux diocèses ne sont pas unis en soi, mais sont gouvernés par le même évêque : c'est le cas, par exemple, du diocèse de Sens-Auxerre et de la mission de France.
Ecclésialement, l'union æque principaliter est une exception, et cette disposition est le plus souvent transitoire. 

## Exemples  récents
- Depuis le 22 février 1947, l’archidiocèse de Ravenne est uni æque principaliter au diocèse de Cervia sous le nom d’archidiocèse de Ravenne-Cervia (Italie).
- Depuis 1966, l'archidiocèse de Chambéry, le diocèse de Maurienne et celui de Tarentaise sont unis æque principaliter sous le nom de archidiocèse de Chambéry, Maurienne et Tarentaise (France).
- Depuis le 11 août 1984, l’archidiocèse de Pampelune est uni æque principaliter  au diocèse de Tudela sous le nom d’archidiocèse de Pampelune et Tudela (Espagne).
- Depuis 1984, le diocèse de Teruel et celui d'Albarracín sont unis æque principaliter sous le nom de diocèse de Teruel et Albarracín (Aragon, Espagne).
- Depuis le 24 juin 1986, la prélature territoriale de Santo Cristo de Esquipulas est unie æque principaliter au diocèse de Zacapa sous le nom de diocèse de Zacapa et Santo Cristo de Esquipulas (Guatemala).